# Washed Out

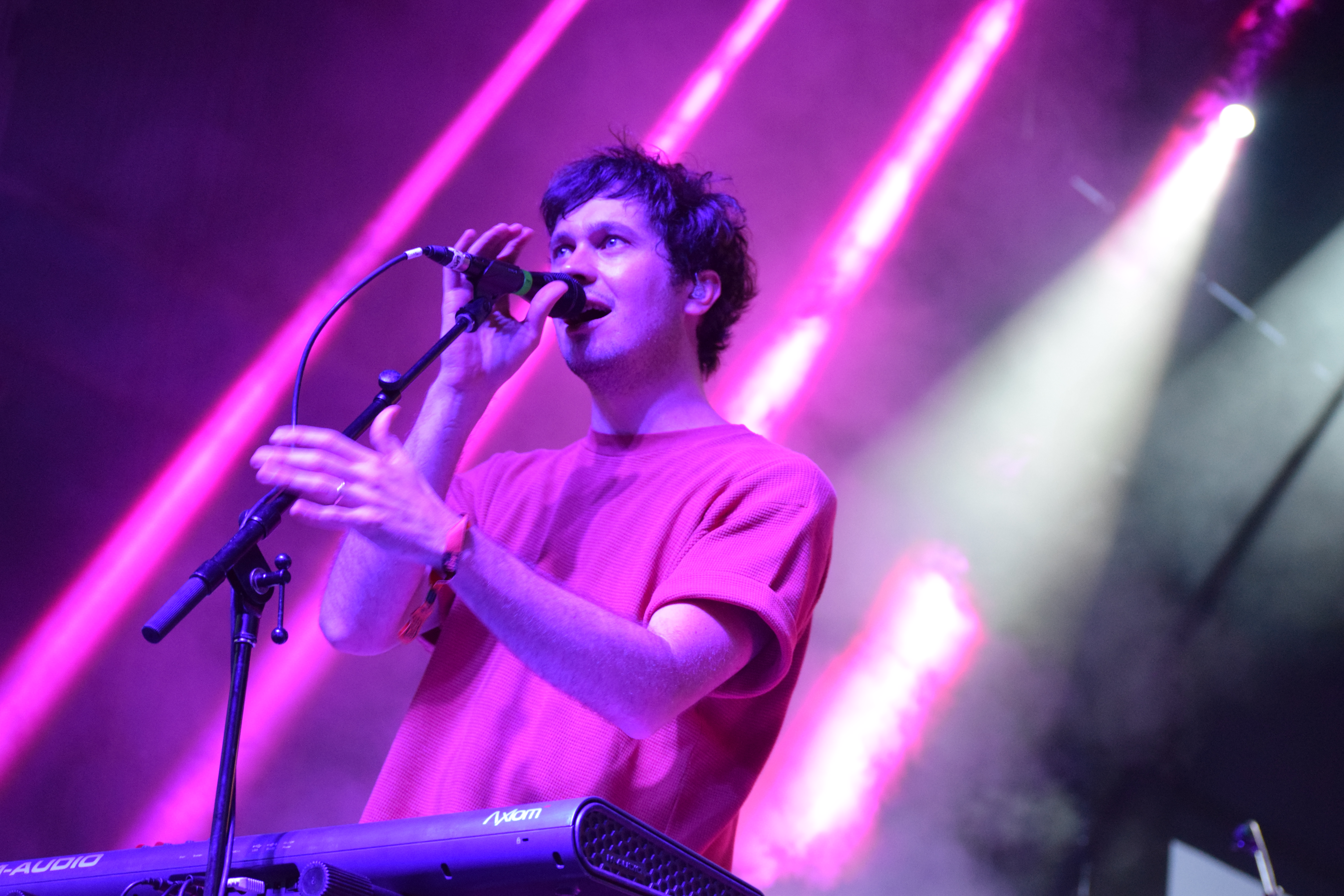
Ernest Greene (2016)

Washed Out ist der Künstlername des US-amerikanischen Musikers Ernest Greene (* 3. Oktober 1982 in Perry, Georgia). Seine Musik greift Einflüsse aus den Genres Low Fidelity, Chillwave, Synthiepop, Dream Pop und Electronica auf.

## Leben
Ernest Greene wurde am 3. Oktober 1982 in Perry, Georgia geboren. Er arbeitete zunächst mit der Band Bedroom zusammen, von der er sich schließlich trennte, da diese einen eher an Dance Music orientierten Sound verfolgten und er ruhigere Chillwave-Sounds bevorzugte. Im Juni 2009 zog er wieder zurück in seine Heimatstadt Perry, Georgia und begann mit dem Schreiben eigener Songs. Dazu nutzte er sein Schlafzimmer als Musikstudio. Greene gewann daraufhin eine Reihe von Auszeichnungen von einflussreichen Musik-Bloggern, nachdem sie auf ihn und seine Lieder auf MySpace aufmerksam wurden.
Seine ersten beiden EPs Life of Leisure und High Times wurden im August und September 2009 veröffentlicht. Erstere wurde auf 300 Stück limitiert. Sein Bühnendebüt als Washed Out hatte er im Santos Party House in New York City. Dies war zwar seine zweite Liveshow, aber seine erste als Washed Out. Greene vertreibt seine Songs auf CD, Schallplatte und als MP3.
Der Chillwave-Song Feel it all Around ist Titelmelodie der Comedy-Serie Portlandia.

## Diskografie

### Alben
- 2011: Within and Without (Sub Pop, Weird World/Domino)
- 2013: Paracosm (Sub Pop)
- 2017: Mister Mellow (Stones Throw)[5]
- 2020: Purple Noon
- 2024: Notes from a Quiet Life

### EPs
- 2009: Life of Leisure (Mexican Summer)
- 2009: High Times (Mirror Universe Tapes)
- 2010: Untitled EP (von Washed Out selbstveröffentlicht)

### Singles
- 2009: Feel It All Around 7" (Transparent, US: Platin)[6]
- 2010: You'll See It (Small Black Remix) 7" (Lovepump United, Washed Out / Small Black – Split-Single)
- 2011: Eyes Be Closed (Download auf der offiziellen Website)
- 2011: Amor Fati
- 2013: It All Feels Right
- 2013: Don't Give Up